# Andreas Dorau
Andreas Dorau (19 gennaio 1964) è un cantante, musicista e regista tedesco.

## Biografia
Figlio di un pastore luterano, Andreas Dorau ha composto appena quindicenne la musica di Fred vom Jupiter, una canzone che ha inciso due anni dopo affidando buona parte dell'esecuzione a un coretto femminile: il pezzo, un tipico esempio di pop alla NDW, è stato inserito nell'album d'esordio di Dorau, decretandone il successo in tutta l'area germanica.
Andreas Dorau è stato attivo per tutti gli anni 80 realizzando album e anche colonne sonore di film, impegni che gli hanno comunque permesso di conseguire la laurea in Discipline dello Spettacolo. Nei primi anni 90, col venire meno della NDW, la sua fortuna è andata appannandosi; tuttavia nel 1997 ha ritrovato grande popolarità con il brano Girls In Love, che, oltre a fargli guadagnare nuovamente consensi in patria, l'ha reso una vera e propria star in Francia, dove si è issato fino al nono posto nella classifica dei singoli.
Nel 1992 ha esordito come regista cinematografico; sei anni dopo ha diretto un secondo lungometraggio, firmandone anche la colonna sonora. Ha inoltre fatto da consulente per registi di videoclip.

## Vita privata
Risiede ad Amburgo.

## Discografia

### Album
- 1981: Blumen und Narzissen
- 1983: Die Doraus und die Marinas geben offenherzige Antworten auf brennende Fragen
- 1985: Guten Morgen Hose
- 1988: Demokratie
- 1992: Ärger mit der Unsterblichkeit
- 1994: Neu!
- 1995: Ernte, Das Beste
- 1997: 70 Minuten Musik ungeklärter Herkunft
- 2005: Ich bin der eine von uns beiden
- 2011: Todesmelodien
- 2014: Aus der Bibliothèque
- 2017: Die Liebe und der Ärger der Anderen
- 2018: Koenig der Moewen
- 2019: Das Wesentliche
- 2024: Im Gebüsch

### Compilations
- 1995: Ernte (Best of Atatak Releases)
- 1995: Was ist N.E.U. (Remixe)
- 1995: Elektronik gegen Härte (Mixtape)
- 2014: Hauptsache Ich (Best Of)

### Singoli
- 1981: Der lachende Papst
- 1981: Lokomotivführer
- 1981: Fred vom Jupiter
- 1982: Kleines Stubenmädchen
- 1983: Die Welt ist schlecht
- 1988: Demokratie
- 1994: Stoned Faces Don't Lie
- 1995: Das Telefon sagt Du
- 1995: Die Sonne scheint
- 1996: Girls In Love
- 1997: So ist das nun mal
- 1998: Die Menschen sind kalt
- 2004: Durch die Nacht
- 2005: Straße der Träume
- 2005: Kein Liebeslied
- 2005: 40 Frauen
- 2006: Wir sind keine Freunde
- 2011: Größenwahn
- 2011: Stimmen in der Nacht
- 2014: Flaschenpfand
- 2017: Ossi Mit Schwan
- 2019: Nein!
- 2019: Naiv
- 2019: Identität
- 2019: Unsichtbare Tänzer
- 2023: Auf der Weidenallee
- 2024: Ich bin nicht ich
- 2014:  Mein englischer Winter
- 2024: Rainy Days in Moscow (feat. Güner Künier & Brezel Göring)

## Regie cinematografiche
- 1992: Schlag dein Tier
- 1998: Die Menschen sind kalt